# Tom Fadden
Tom Fadden (Bayard, 6 gennaio 1895 – Vero Beach, 14 aprile 1980) è stato un attore statunitense.

## Filmografia parziale

### Cinema
- Partita d'azzardo (Destry Rides Again), regia di George Marshall (1939)
- Il passo del diavolo (Devil's Doorway), regia di Anthony Mann (1950)
- L'invasione degli ultracorpi (Invasion of the Body Snatchers), regia di Don Siegel (1956)
- Faccia d'angelo (Baby Face Nelson), regia di Don Siegel (1957)
- Toby Tyler (Toby Tyler, or Ten Weeks with a Circus), regia di Charles Barton (1960)

### Televisione
- The 20th Century-Fox Hour – serie TV, episodio 1x15 (1956)
- State Trooper – serie TV, episodio 1x03 (1956)
- Cimarron City – serie TV, 10 episodi (1958-1959)
- Peter Gunn – serie TV, episodio 1x20 (1959)